# Stary Dwór (Tychnowy)
Stary Dwór – nieoficjalny przysiółek wsi Tychnowy w Polsce położony w województwie pomorskim, w powiecie kwidzyńskim, w gminie Kwidzyn.
W latach 1975–1998 miejscowość należała administracyjnie do województwa elbląskiego.